# Ex Deo
Ex Deo es una banda canadiense de metal la cual se formó en el 2008 en Montreal, Quebec. Esta banda es el proyecto alterno del vocalista de Kataklysm Maurizio Iacono, y su temática se basa principalmente en la historia del Imperio Romano.

## Historia
Ex Deo se formó en el 2008 como un proyecto artístico de Maurizio Iacono, más que una simple banda, como dijo él en una entrevista acerca de que Ex Deo no será una proyecto tan "activo" como lo es Kataklysm.

"Ex Deo es otro tipo de banda. No estamos interesados en hacer giras tan extensas para promocionarla, no haremos lo que ya hicimos anteriormente con Kataklysm. Kataklysm es una banda con un entorno guerrero, tu sabes. Constantemente se lanza al camino y esta mas en contacto con aspectos sociales. Este proyecto (Ex Deo) es mas artistico".
Maurizio Iacono

## Romulus (2009 - 2010)
El álbum debut de Ex Deo, Romulus fue lanzado a través de Nuclear Blast Records el 19 de junio de 2009. Fue grabado con el productor y guitarrista de Kataklysm Jean-Francois Dagenais, y cuenta con la participación de Karl Sanders (Nile), Obsidian C.         (Keep of Kalessin) y Nergal (Behemoth) como invitados.

## Caligvla (2010–2014)
Después de un año de giras intensivas, la banda anunció su segundo álbum el 19 de agosto de 2010 a través de su página de Facebook. Mencionaron que, a finales del 2011 comenzarían a escribirlo. El 14 de octubre de 2010, la banda reveló que su nueva producción iba a llevar por nombre Caligula, pero más adelante decidieron cambiarlo por Caligvla (cambiando la letra 'u' por 'v'). En ese entonces, la banda se había propuesto a finalizar el álbum el año siguiente, pero ya en siguiente año, la banda anunció que se tomarían otro año antes de que llegara a las tiendas. El 14 de diciembre de 2010, la banda firmó un nuevo contrato con la disquera Napalm Records.
El 28 de septiembre de 2011, la banda anunció por fin la fecha del lanzamiento, la cual daría lugar el 31 de agosto de 2012, debido a que en esa fecha se cumplían exactamente 2000 años del nacimiento de Calígula. La banda ingresó a los estudios el 11 de noviembre de 2011 para comenzar las grabaciones del nuevo álbum. Ya en febrero de 2012, Maurizio publicó una actualización donde se daba a conocer que la mayoría de las partes sinfónicas y orquestales estaban finalizada. También mencionó que el proceso creativo del álbum les iba a tomar más tiempo, y que posiblemente esto pudiera interferir con la gira Pagenfest, la cual iba a realizarse algunos día más tarde. El 16 de febrero, Maurizio inició las grabaciones vocales, las cuales terminaron el día 21 de ese mismo mes. En marzo, la banda anunció la lista de temas y posteriormente procedieron las mezclas del álbum. El álbum contó con la participación de varios músicos invitados, como Seth Siro Anton (Septic Flesh), Mariangela Demurtas (Tristania), Stefano Fiori (Graveworm) y Francesco Artusato (All Shall Perish). La banda también desveló la portada del álbum el 15 de abril de ese año.

## Hiato (2014–2015)
El 17 de febrero de 2014, la banda emitió un comunicado declarando que la banda quedaría en espera indefinida y que un tercer álbum es poco probable. Sin embargo, el 9 de septiembre de 2015, Maurizio Iacono anunció que la banda había terminado su pausa y estaban trabajando en un nuevo álbum.

## The Immortal Wars (2015–2017)
El 4 de enero de 2016, la banda anunció el título de su próximo tercer álbum, The Immortal Wars, que se lanzó en febrero de 2017.

## Cuarto álbum (2020 - actualidad)
El 10 de enero de 2020, el grupo anuncia una gira conjunta con la banda italiana Fleshgod Apocalypse como parte del "Veleno Across Europe Tour 2020". Esta gira está programada para el 1 de octubre de 2020 en la ciudad alemana de Übach-Palenberg para finalizar el 15 de noviembre en la ciudad de Leiden.
El 13 de marzo de 2020, Ex Deo presenta un nuevo sencillo titulado "The Philosopher King", tomado de su cuarto álbum, cuyo lanzamiento aún no está especificado. Se produce en colaboración con Francesco Ferrini, pianista de Fleshgod Apocalypse que se encarga de las orquestaciones. El título evoca el estoicismo, en particular el descrito por Marco Aurelio. El cantante Maurizio luego especifica encontrarse en estos preceptos que trató de "aplicar en su vida personal", legibles en el libro Meditaciones, escrito por el mismo Marco Aurelio.

## Integrantes
Actuales

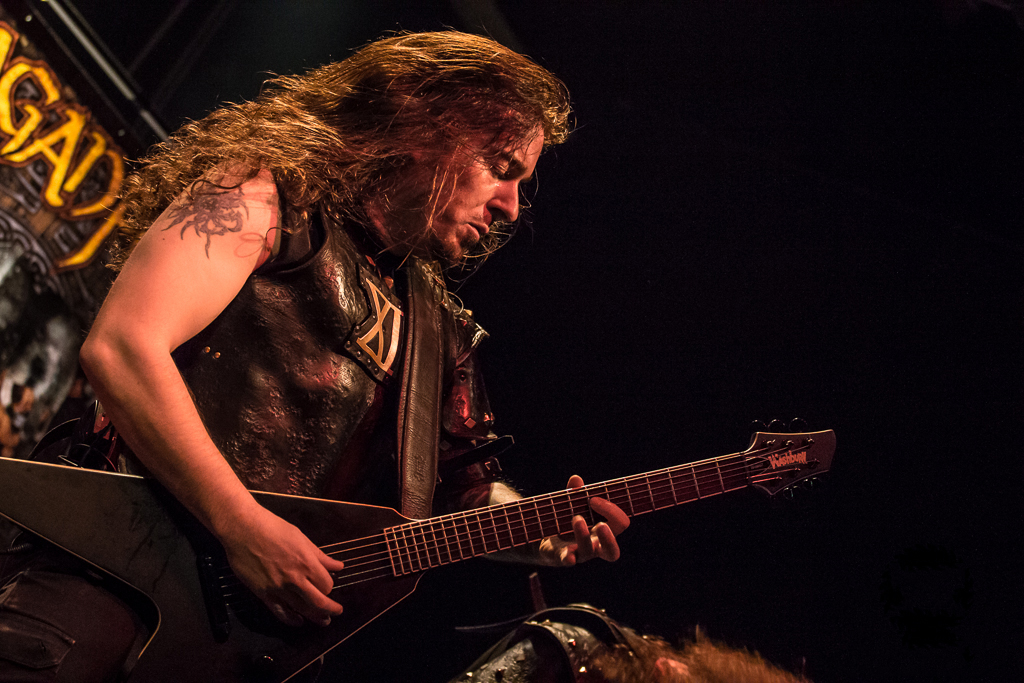
Jean-Francois Dagenais

- Maurizio Iacono - voz (2008 - 2014, 2015 - actualidad)
- Stéphane Barbe - guitarra (2009 - 2014, 2015 - actualidad)
- Jean-François Dagenais - guitarra (2009 - 2014, 2015 - actualidad)
- Dano Apekian - bajo (2009 - 2014, 2015 - actualidad)
- Oli Beaudoin - batería (2009 - 2014, 2015 - actualidad)

Anteriores
- François Mongrain - bajo (2009)
- Max Duhamel - batería (2009 - 2014)

Colaboradores en vivo
- Dano Apekian - bajo (2009)

## Discografía
Álbumes de estudio
- Romulus (2009)
- Caligvla (2012)
- The Immortal Wars (2017)

Sencillos
- "Romulus" (2009)

Splits
- "Romulus" / "Cruise Ship Terror" (2009)

Videos musicales
- "Romulus" (2010)
- "The Final War (Battle of Actium)" (2010)
- "I, Caligvla" (2012)